# Highway 2000 (videojuego)
Highway 2000 conocido en Japón como Wangan Dead Heat (湾岸デッドヒート?) es un videojuego de carreras de 1995 desarrollado por Genki para Sega Saturn. Autopista Shuto en Tokio.
Una versión actualizada, Wangan Dead Heat + Real Arrange (湾岸デッドヒート＋リアルアレンジ?), se lanzó en 1996 para Saturn. Dos juegos más de la serie Wangan se lanzaron en Japón en 1998: Wangan Trial para PlayStation y Wangan Trial Love para Sega Saturn.

## Jugabilidad
El jugador puede elegir entre tres deportivos y competir por cinco autopistas contra oponentes humanos, virtuales o contrarreloj. El modo para dos jugadores se llama "Modo Batalla" y se juega en pantalla dividida. Hay tres ángulos de cámara disponibles: dos desde el exterior del coche y uno desde el interior. El juego destaca por permitir a los jugadores elegir a una glamurosa copiloto entre diez opciones, quien evalúa su rendimiento (la versión europea presenta diferentes actores en las secuencias de vídeo de movimiento completo (FMV) en comparación con la versión japonesa). El jugador debe terminar primero en cada circuito para avanzar de nivel.

## Lanzamiento
El juego estaba previsto inicialmente para el 8 de diciembre de 1995, pero finalmente se lanzó el 15 de diciembre de 1995.
Una versión actualizada, Wangan Dead Heat + Real Arrange, se lanzó en Japón el 9 de agosto de 1996. Incluye nuevos copilotos y se ha modificado el manejo de los coches. El juego incluye un segundo disco con videoclips. Es compatible con el accesorio Movie Card, que mejora la calidad del vídeo.

## Recepción
Saturn+ calificó la idea del copiloto como "un truco barato" y el juego, en general, como "bastante cutre". El crítico de Mean Machines Sega dijo que los gráficos son "de mala calidad", el sonido es "doloroso" y los FMV son "de mal gusto". Otro crítico de la revista dijo que los controles y los gráficos son "estándar", siendo las chicas el único aspecto destacable del juego. GamePro lo calificó como "el juego de carreras con peor rendimiento de los últimos tiempos". Recomendaron Daytona USA en su lugar.